# 麦倉忠彦
麦倉 忠彦（むぎくら ただひこ、1935年 - 2025年1月26日）は、日本の彫刻家。九州産業大学大学院芸術研究科教授。

## 経歴
埼玉県草加市出身。1954年埼玉県立春日部高等学校卒業。1959年東京芸術大学芸術学部彫刻科卒業。1961年東京芸術大学研究科彫刻専攻修了。同大学研究室副手。 1963年日本美術家連盟会員に推挙。
アメリカ合衆国サウスダコタ州K・ジョーロコフスキー彫刻研究所に留学。1968年新制作協会会員に推挙。
1997年新宿パークタワー・ギャラリー1にて東京ガス都市開発主催による記念個展を開催。1999年新制作協会委員長。2000年草加市文化会館にて草加市文化賞受賞記念展開催。その後、埼玉県美術家協会運営審査員を歴任。
九州産業大学大学院教授、共立女子大学講師を務めた。
2025年1月26日、病気のため埼玉県の病院で死去。89歳没。

## 受賞歴
- 1963年　安宅賞・新制作協会新作家賞。
- 1999年　草加市文化賞

## 代表的な作品
- 『伸びる根』（1977年）東邦大学医療センター大森病院
- 『松庵芭焦翁像』（1989年）（奥の細道旅立ち300年記念）草加宿札場河岸公園
- 『アコちやん』『おせんさん』（1991年）草加駅前アコス広場
- 『Afternoon』（1999年）（春日部高校100周年記念）埼玉県立春日部高等学校
- 『花の雲』（2002年）サトエ記念21世紀美術館

## 著書
- 『草加はみんなエメラルド』（2001年、蔵書房)